# Leucotomo

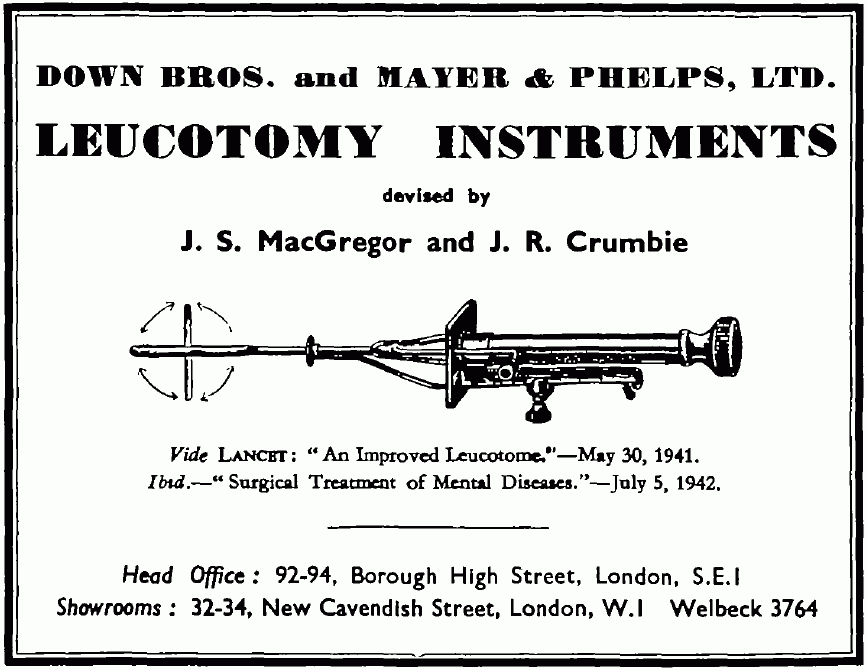
Leucotomo in un'immagine degli anni quaranta del XX secolo

Un leucotomo o Leucotomo di McKenzie è uno strumento chirurgico utilizzato per eseguire leucotomie (note anche come lobotomie) e altre forme di psicosurgia .
Inventato dal neurochirurgo canadese Dr. Kenneth G. McKenzie negli anni '40, il leucotomo era dotato di un fusto stretto che veniva inserito nel cervello attraverso un foro nel cranio, quindi uno stantuffo sul retro del leucotomo veniva premuto per estendere un anello di filo o una striscia di metallo nel cervello. Il leucotomo doveva quindi essere ruotato, così da recidere un nucleo di tessuto cerebrale. Questo tipo di leucotomo è stato usato dal premiato neurologo portoghese Egas Moniz, vincitore del premio Nobel.
Un altro strumento chirurgico diverso, chiamato anch'esso leucotoma, fu introdotto da Walter Freeman per l'uso nella lobotomia transorbitale. Modellato su una piccozza, consisteva semplicemente in un albero appuntito. Questo veniva fatto passare attraverso il condotto lacrimale sotto la palpebra e contro la parte superiore dell'orbita. Veniva usato un martello per guidare lo strumento attraverso il sottile strato di osso e nel cervello lungo il piano del ponte del naso, fino a una profondità di 5 cm. A causa di incidenti di rottura, fu successivamente utilizzato uno strumento più forte ma essenzialmente identico chiamato orbitoclasto.
Le lobotomie erano comunemente eseguite dagli anni '30 agli anni '60, con alcune in ritardo rispetto agli anni '80 in Francia.